# Bjørn Spydevold
Bjørn Anker Spydevold (Sarpsborg, 8 settembre 1918 – Greåker, 30 marzo 2002) è stato un calciatore e allenatore di calcio norvegese.
Anche suo figlio Thor divenne un calciatore.

## Caratteristiche tecniche
Giocatore versatile, spesso ricoprì il ruolo di jolly.

## Carriera

### Calciatore

#### Club
Spydevold crebbe nelle giovanili dell'Idrettslaget Sparta, in cui militò nel periodo antecedente la seconda guerra mondiale. Dopo il conflitto giocò per il Fredrikstad Fotballklubb ed il Greåker Idrettsforening.

#### Nazionale
Disputò 37 incontri con la maglia della nazionale norvegese, realizzando 1 rete. Prese parte ai Giochi olimpici del 1952 di Helsinki.

### Allenatore
Spydevold allenò diverse squadre norvegesi; tra il 1954 ed il 1958 Ricoprì anche il ruolo di allenatore-giocatore del Greåker Idrettsforening. Guidò inoltre l'Askim, il Fredrikstad e il Sarpsborg. Con quest'ultimo disputò la Coppa delle Fiere 1970-1971, perdendo ai trentaduesimi di finale contro il Leeds.